# Poreč Trophy 2017
Il Poreč Trophy 2017, trentatreesima edizione della corsa, valida come evento dell'UCI Europe Tour 2017 categoria 1.2, si svolse il 4 marzo 2017 su un percorso di circa 154 km, con partenza da Parenzo ed arrivo a Torre-Abrega in Croazia.  La vittoria fu appannaggio dello sloveno Matej Mugerli, che completò il percorso in 3h27'45" alla media di 44,48 km/h, precedendo, in ordine di arrivo, i britannici Russell Downing e Ian Bibby.
Alla partenza erano presenti 184 ciclisti, dei quali a tagliare il traguardo furono 143.

## Squadre partecipanti
| N. | Cod. | Squadra                      |
| -- | ---- | ---------------------------- |
|    | ADR  | Adria Mobil                  |
|    | AMP  | Amplatz-BMC                  |
|    | BCP  | Synergy Baku Cycling Project |
|    | BGT  | Bridgestone-Anchor           |
|    | DSU  | Development Team Sunweb      |
|    | ELA  | Elkov-Author                 |
|    | JLT  | JLT Condor                   |
|    | LKT  | LKT Team Brandenburg         |
|    | MCC  | Minsk Cycling Club           |
|    | MKT  | Meridiana-Kamen Team         |
|    | RNR  | Rad-Net Rose Team            |
|    | ROG  | Rog-Ljubljana                |
|    | RSW  | Felbermayr Simplon Wels      |
|    | SIT  | Staki-Technorama             |
|    | TGC  | Giant-Castelli               |
|    | THF  | Team Heizomat                |

| N. | Cod. | Squadra                |
| -- | ---- | ---------------------- |
|    | THU  | Team Hurom             |
|    | TIR  | Tirol Cycling Team     |
|    | TRK  | Torku Şekerspor        |
|    | TVC  | Virtu Cycling          |
|    | VOL  | Team Vorarlberg        |
|    | WSA  | WSA-Greenlife          |
|    |      | CK Pribram-Fany Gastro |
|    |      | Gragnano Sporting Club |
|    |      | Hermann Radteam        |
|    |      | Kk Grega Bole Bled     |
|    |      | KK Kranj               |
|    |      | Kontenet-Dksi          |
|    |      | MebloJogi-Kult-Solkan  |
|    |      | Team Cervelo           |
|    |      | Veloclub Ratisbona     |

## Ordine d'arrivo (Top 10)
| Pos. | Corridore       | Squadra         | Tempo    |
| ---- | --------------- | --------------- | -------- |
| 1    | Matej Mugerli   | Amplatz-BMC     | 3h27'45" |
| 2    | Russell Downing | JLT Condor      | s.t.     |
| 3    | Ian Bibby       | JLT Condor      | s.t.     |
| 4    | Davide Mucelli  | Meridiana Kamen | s.t.     |
| 5    | Alex Frame      | JLT Condor      | s.t.     |
| 6    | Ivan Balykin    | Torku Şekerspor | s.t.     |
| 7    | Jiří Polnický   | Elkov-Author    | s.t.     |
| 8    | Nils Eekhoff    | Dev. Sunweb     | s.t.     |
| 9    | Josip Rumac     | Synergy Baku    | s.t.     |
| 10   | Gian Friesecke  | Team Vorarlberg | s.t.     |